# Anurapteryx interlineata
Anurapteryx interlineata is een vlinder uit de familie van de Sematuridae. De wetenschappelijke naam van de soort is voor het eerst geldig gepubliceerd in 1854 door Walker.